# Юлиус фон Ингенхайм
Юлиус Фердинанд Мария Лауренциус фон Ингенхайм (на немски: Julius Ferdinand Maria Laurentius Graf von Ingenheim; * 10 август 1827, Париж; † 28 март 1903, Визбаден) от род Хоенцолерн, е граф на Ингенхайм в Елзас-Лотарингия.

## Произход
Той е големият син на граф Густав Адолф Вилхелм фон Ингенхайм (1789 – 1855) и (племенницата му) Евгения Констанца Роза Тиери фон дер Марк (1808 – 1881), дъщеря на Етиен де Тиери и графиня Мариана фон дер Марк (1780 – 1814), която е полусестра на баща му Густав, незаконна дъщеря на Фридрих Вилхелм II и Вилхелмина фон Лихтенау. Баща му е син на пруския крал Фридрих Вилхелм II (1744 – 1797) и (морг.) Юлия Амалия Елизабет фон Фос (1766 – 1855), която е издигната на 12 ноември 1787 г. на графиня фон Ингенхайм. Баща му е по-малък полубрат на крал Фридрих Вилхелм III (1770 – 1840).

## Фамилия
Юлиус фон Ингенхайм се жени на 23 май 1861 г. в Щолберг, Харц, за графиня Елизабет фон Щолберг-Щолберг (* 28 октомври 1825, Щолберг; † 10 януари 1907, Хиршберг, Силезия), дъщеря на граф Йозеф фон Щолберг-Щолберг (1771 – 1839) и графиня Луиза Августа Хенриета фон Щолберг-Щолберг (1799 – 1875). Те имат една дъщеря:
- Елизабет Луиза Матилда Мария фон Ингенхайм (* 11 март 1863, Потсдам; † 6 юни 1939, Хиршберг/Желения Гора), омъжена на 28 април 1894 г. в Берлин за Фридрих Микуш фон Бухберг (* 5 септември 1857; † 1 юни 1926)